# Швинау
Швинау (њем. Schwienau) општина је у њемачкој савезној држави Доња Саксонија. Једно је од 29 општинских средишта округа Илцен. Према процјени из 2010. у општини је живјело 738 становника. Посједује регионалну шифру (AGS) 3360019.

## Географски и демографски подаци
Швинау се налази у савезној држави Доња Саксонија у округу Илцен. Општина се налази на надморској висини од 78 метара. Површина општине износи 31,3 km². У самом мјесту је, према процјени из 2010. године, живјело 738 становника. Просјечна густина становништва износи 24 становника/km².